# Sylvanie Burton
Sylvanie Burton (Salybia, 1964 o 1965) è una politica dominicense, Presidente della Dominica dal 2 ottobre 2023, la prima donna e la prima persona di origine kalinago a ricoprire tale incarico.

## Biografia
Nata nel Territorio Kalinago, sulla costa atlantica di Dominica, ha svolto la professione di giudice di pace ed è stata segretaria permanente in vari ministeri, tra cui quelli degli affari esteri, del commercio, della gioventù, e dell'ambiente e degli affari kalinago.
Il 27 settembre 2023 Burton, selezionata dal Primo ministro Roosevelt Skerrit, è stata eletta Presidente della Dominica con venti voti della Camera dell'Assemblea, contro i cinque per Anette Sanford del Partito Unito dei Lavoratori, anch'ella di etnia kalinago. Ha prestato giuramento il 2 ottobre 2023, succedendo a Charles Savarin, che non poteva ricandidarsi per un terzo mandato.

## Vita privata
Laureatasi in sviluppo rurale e in project management, è sposata e ha due figli.